# جون راسيل تايلور
جون راسيل تايلور هو سياسي كندي، ولد في 28 نوفمبر 1917 في فانكوفر في كندا، وتوفي في 28 فبراير 2002. حزبياً، نشط في الحزب الكندي التقدمي المحافظ. وقد انتخب عضو مجلس العموم الكندي.